# لئو کلین خبینک
لئو کلین خبینک (انگلیسی: Leo Klein Gebbink؛ زادهٔ ۹ ژانویهٔ ۱۹۶۸) بازیکن هاکی روی چمن اهل هلند بود.